# Spiegeldriesbos

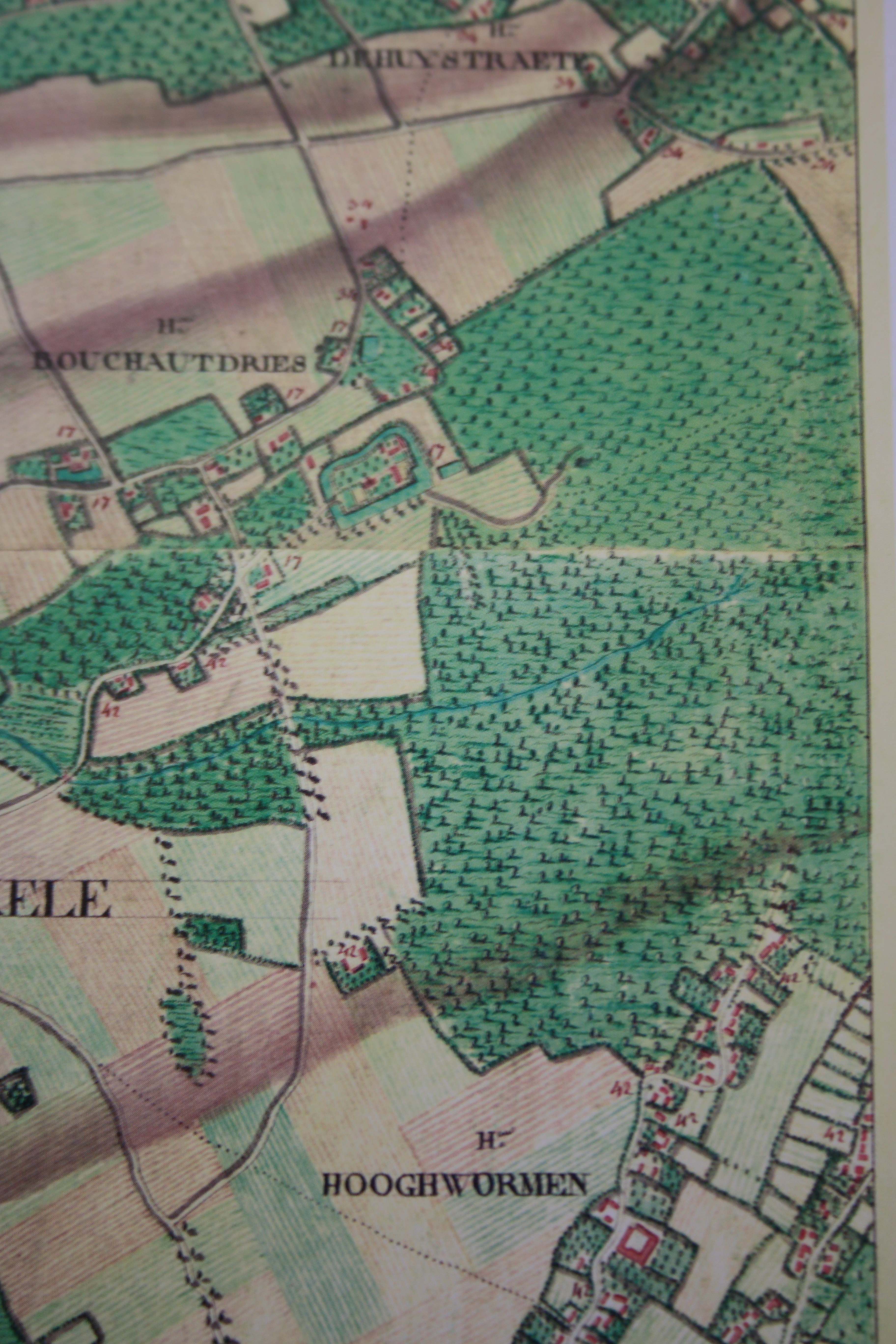
Munkbos op de Ferrariskaart

Het Spiegeldriesbos of Munkbos (soms ook Frankenbos genoemd) is een 18,5 hectare groot bos- en natuurgebied in Oosterzele in de Belgische provincie Oost-Vlaanderen.

## Achtergrond
Het bos ligt  ten  zuidwesten  van  Scheldewindeke vlak bij de Lange Munte, het Blauw Kasteel en de grens met de Zottegemse deelgemeente Velzeke-Ruddershove. De helft van het bos is eigendom van het Agentschap voor Natuur en Bos; de Vlaamse overheid kocht in 1989 9,5 hectare bos van het OCMW van Doornik. De overige 9 hectare bos zijn in privébezit. Het huidige Spiegeldriesbos of Munkbos maakte vroeger deel uit van een groter bosgebied, dat Munckbos werd genoemd. 
Ongeveer  500  meter  ten zuiden  van  het  Munkbos  liggen de  19de-eeuwse Munkboshoeven en de Munkbosbeekvallei. Het Munkbos bestaat onder andere uit es, zomereik, haagbeuk, Gelderse roos, hazelaar, boswilg, lijsterbes, sleedoorn, wilde kamperfoelie. In het Spiegeldriesbos groeien onder andere bosanemoon, speenkruid, wilde hyacint en paarse schubwortel. Er komt onder andere bont zandoogje, bruin zandoogje, citroenvlinder, bosuil, buizerd, torenvalk, vos, haas, konijn, eekhoorn, groene specht, grote bonte specht, sperwer, alpenwatersalamander, vinpootsalamander voor. Het openbare gedeelte van het bos is voor wandelaars toegankelijk op het centrale wandelpad tussen de straten Munckbos en Spiegeldries.
De straten Munkbosstraat (Zottegem), Munckbos (Oosterzele), Munkbosstraat (Zwalm) en Munkbosstraat (Gavere) werden naar het bos en de beek genoemd.

## Geschiedenis
In de 12de eeuw behoorde dit 500 hectare grote moerasbos Breidenbroek toe aan de van de Premonstratenzerabdij Sint-Cornelius en Sint-Cyprianus uit Ninove. De paters van de abdij breidden door de eeuwen heen het bosareaal systematisch uit, van goed 70 bunder in 1466 tot bijna 100 bunder in 1796. In  de  18de  eeuw  was  het  Spiegeldriesbos een van de verblijfplaatsen van de bende  van Jan de Lichte . In de Franse tijd in België werd het onteigende abdijhoevencomplex aan de huidige Munkboshoeven na 1795 als 'nationaal goed' verkocht. Een groot deel van het omliggende Munckbos werd toen gerooid.

## Afbeeldingen

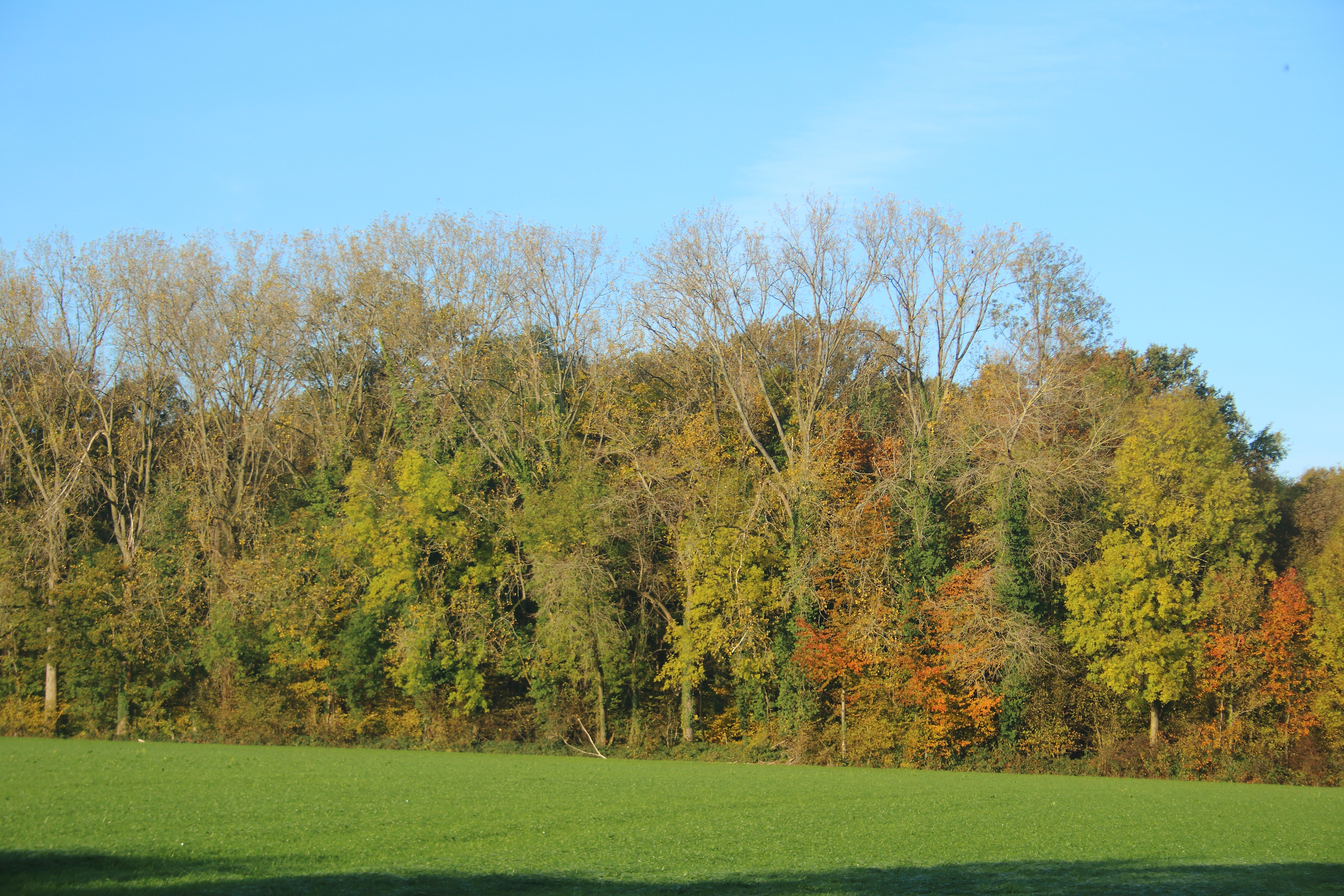
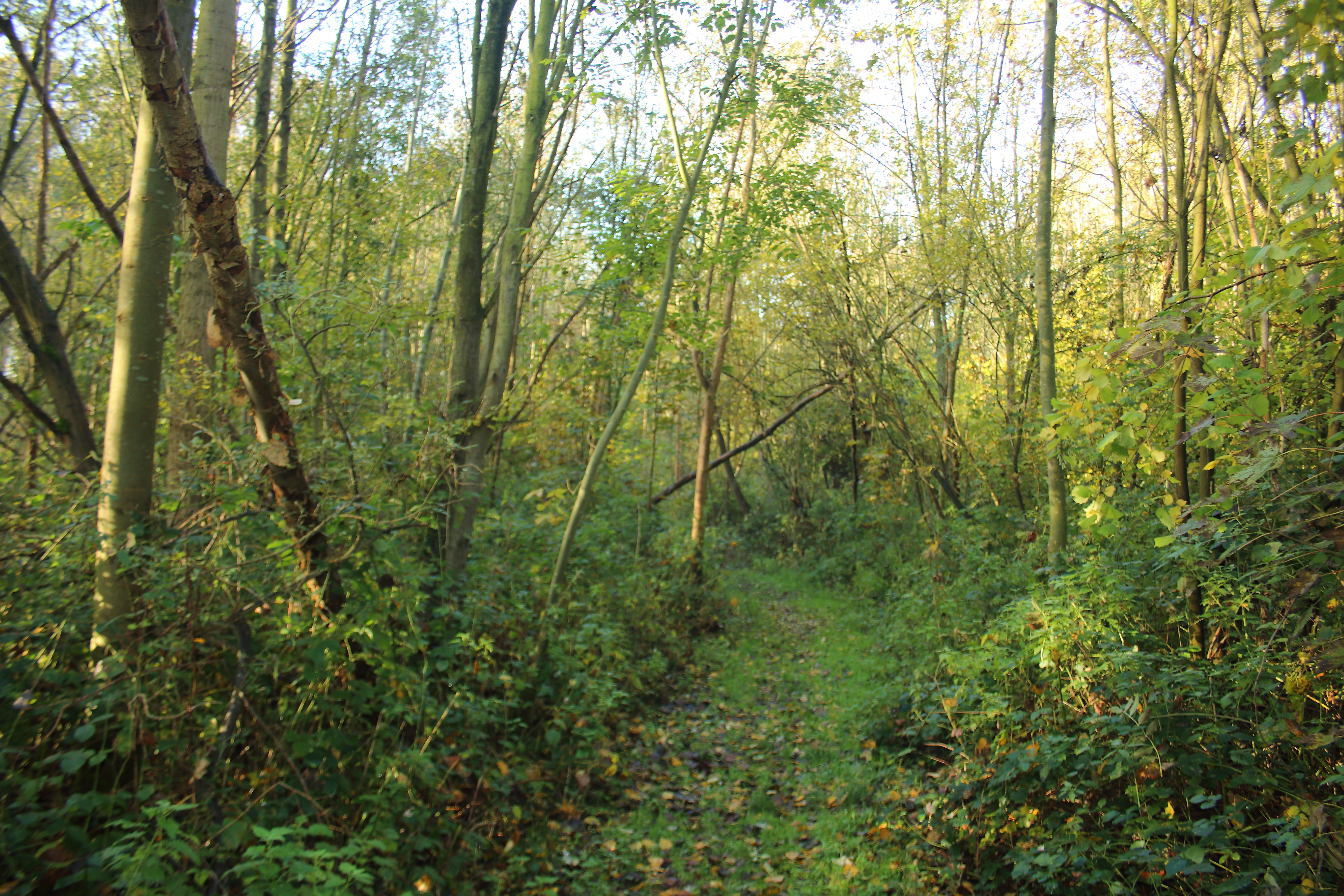
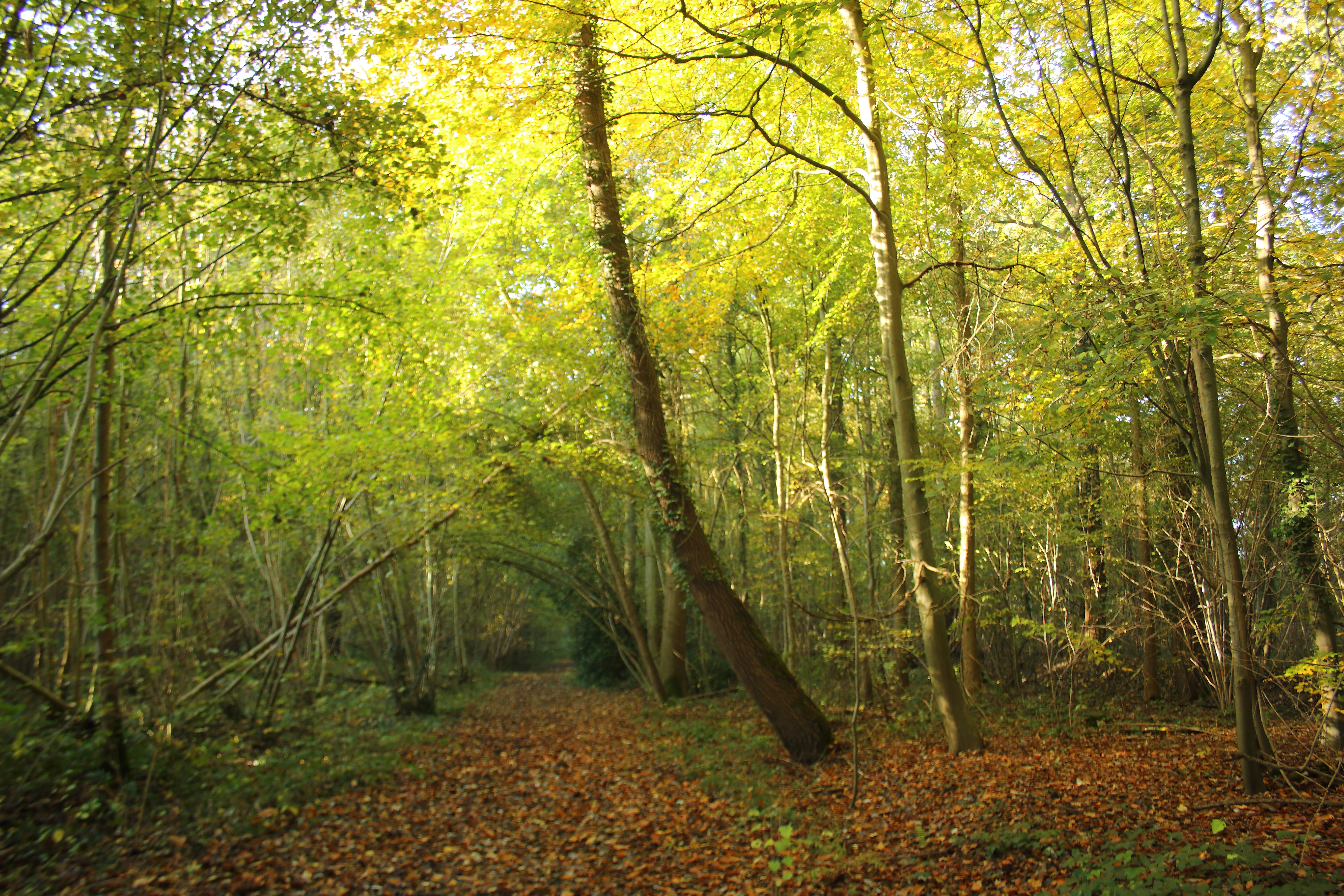
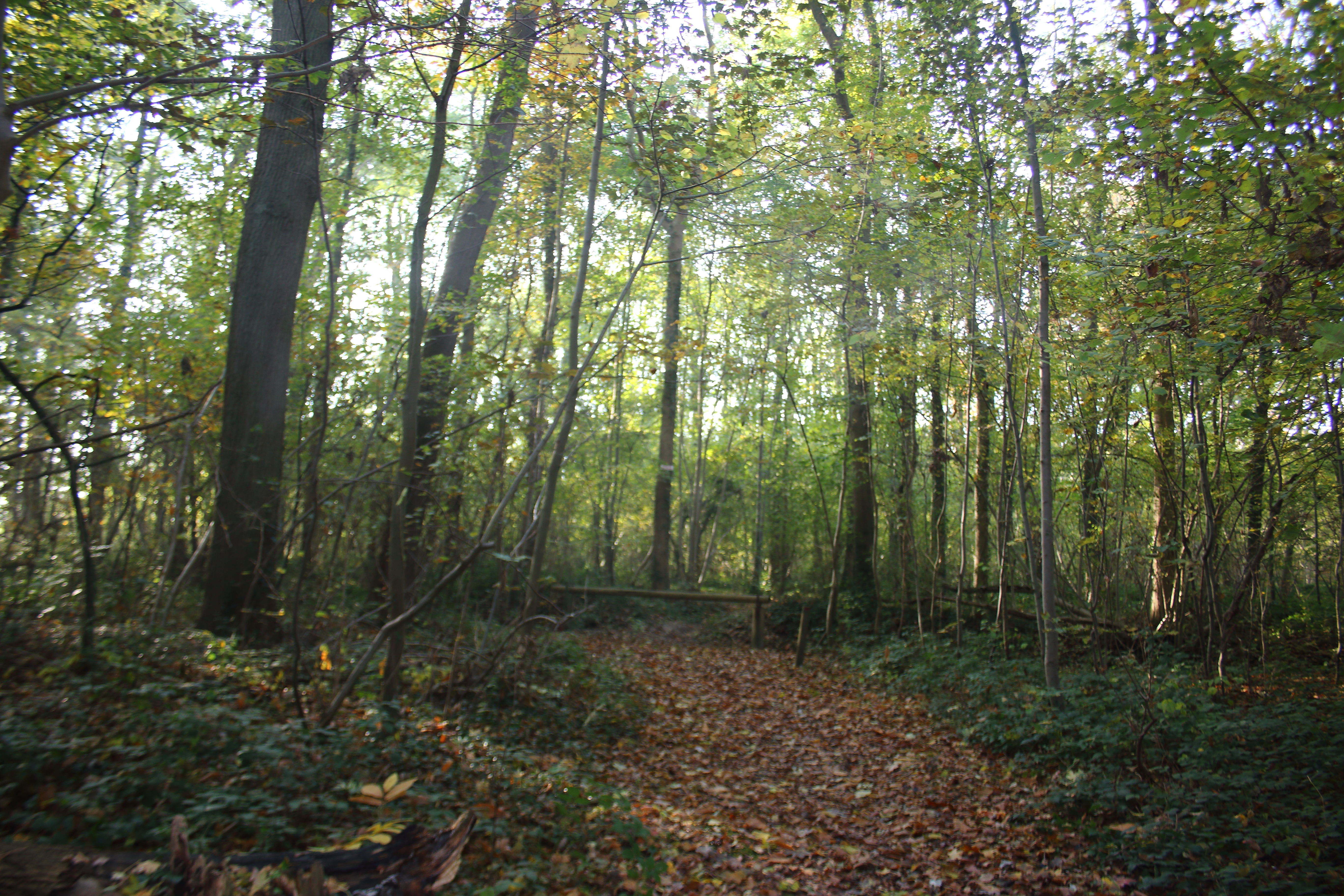

## Bron
- Bosbeheersplan Spiegeldriesbos/Munkbos
- Lamarcq, D., Zottegemse straatnamen onder de loep. De Munkbosstraat.